# Peng Ping
Peng Ping (kinesiska: 彭 萍), född den 14 januari 1967 i Shanghai, Kina, är en kinesisk basketspelare som var med och tog OS-silver 1992 i Barcelona. Hon deltog även i OS-dambasketen 1988 i Seoul.